# Ground bounce

Ground bounce bei einem Treiber-IC mit mehreren Treibern

Unter Ground bounce versteht man einen unerwünschten Spannungs-Anstieg der chipinternen Masse am Die.
Verursacht wird dieser Spannungsanstieg durch den Widerstand und die Induktivität des Bonddrahtes. Es handelt sich damit um einen speziellen Aspekt der Impedanzkopplung.
Das Pendant zum Ground bounce ist das sogenannte „Vcc Sag“.
Hierbei bricht durch den gleichen Effekt die Versorgungsspannung am Eingang kurzzeitig ein.

## Entstehung
Ground bounce entsteht, wenn ein Ausgangssignal auf Low-Pegel schaltet beziehungsweise wenn der Ausgang aktiv einen Low-Pegel treiben muss. Durch den Strompuls beim Schalten oder einen dauerhaften hohen Strom nach Masse steigt die Chip-Masse. Ground bounce kann auch durch ein Eingangssignal entstehen. Wird ein Eingangssignal von Low- auf High-Pegel geschaltet, muss der Einschaltstrom zum Umladen der Eingangskapazität nach Masse abgeleitet werden, wodurch der Massepegel ebenfalls steigt.
Analog zum Ground bounce entsteht auch Vcc Sag.

## Auswirkungen
Durch den Anstieg der internen Masse entstehen verschiedene Fehler:
- Unsaubere Eingangs- und Ausgangssignale (Unter- und Überschwingen).
- Verschlechterung der Qualität von analogen Signalen.
- Verschlechterung der effektiven Auflösung von AD-Wandlern.
- Unerlaubte Zustandsübergänge in chipinternen state machines. Führt in der Regel zum Absturz.
- Bei hohem Ground bounce werden die parasitären Dioden des Pins leitend, was ebenfalls zu Fehlfunktionen führt.